# Maiara & Maraísa
Maiara & Maraísa è un duo musicale brasiliano formatosi nel 2013. È costituito dalle cantanti Maiara Carla Henrique Pereira e Carla Maraísa Henrique Pereira, sorelle gemelle.

## Storia del gruppo
Originarie di São José dos Quatro Marcos, Maiara & Maraísa sono salite alla ribalta nel 2016, riuscendo a conquistare diverse certificazioni dalla Pro-Música Brasil, tra cui ventuno diamanti corrispondenti a 6,3 milioni di unità vendute in territorio brasiliano. Nel corso degli anni hanno ottenuto diverse candidature a premi nazionali, come al Prêmio Multishow de Música Brasileira e ai Meus Prêmios Nick.

## Formazione
- Maiara – voce
- Maraísa – voce

## Discografia

### Album in studio
- 2014 – No dia do seu casamento
- 2018 – Guias
- 2020 – Patroas (con Marília Mendonça)
- 2021 – Incomparável
- 2021 – Patroas 35% (con Marília Mendonça)

### Album dal vivo
- 2016 – Ao vivo em Goiânia
- 2017 – Ao vivo em Campo Grande
- 2018 – Agora é que são elas 2 (con Marília Mendonça)
- 2019 – Reflexo
- 2019 – Aqui em casa
- 2023 – Identidade
- 2023 – Ao vivo em Portugal
- 2024 – Imemsidão

### EP
- 2016 – Agora é que são elas ao vivo (acústico)
- 2017 – Maiara & Maraísa
- 2020 – Patroas 1 (con Marília Mendonça)
- 2020 – Patroas 2 (con Marília Mendonça)
- 2020 – Patroas 3 (con Marília Mendonça)
- 2020 – Patroas 4 (con Marília Mendonça)
- 2020 – Veneno e remédio
- 2024 – Imemsidão EP 01
- 2025 – Imemsidão EP 02

### Singoli
- 2014 – É rolo (feat. Jorge & Mateus)
- 2014 – Dois idiotas
- 2017 – Bengala e crochê
- 2018 – Quem ensinou fui eu
- 2018 – GPS
- 2018 – Cobaia (con Lauana Prado)
- 2019 – Não abro mão
- 2019 – Amor perfeito (con Fernando & Sorocaba)
- 2019 – Aí eu bebo
- 2019 – Minha pessoa errada (um pelo outro)
- 2019 – Oi sumido
- 2019 – Quarto de cabaré
- 2019 – Pot-pourri: Cheiro de shampoo/Sou eu (entre ela e eu)/Sonho por sonho/Cara ou coroa (a cara o cruz)
- 2019 – Caipora
- 2020 – Amor dos amores
- 2020 – Ponta solta
- 2020 – Tchau, falou
- 2020 – Cadê eu
- 2020 – Peguei ranço
- 2020 – Luz de velas
- 2021 – Vou fácil (con Japinha Conde)
- 2021 – Zero saudade (con i Barões da Pisadinha)
- 2021 – Incomparável, vol. 1
- 2021 – Incomparável, vol. 2
- 2021 – Motel Afrodite (con Marília Mendonça)
- 2021 – Não sei o que lá (con Marília Mendonça)
- 2021 – Patroas 35% (con Marília Mendonça)
- 2021 – Quem vê cara não vê coração (con Maycon & Vinicius)
- 2021 – Aprende a terminar a briga (con Tierry)
- 2022 – Paredão (con John Amplificado)
- 2022 – Você vai ver
- 2022 – Conselho bom (con Diego & Victor Hugo)
- 2022 – Não tem volta (con Dennis)
- 2022 – Nem namorado e nem ficante (con Israel & Rodolffo)
- 2022 – Perfeito pra ficar sozinho (con Murilo Huff)
- 2022 – Copo do extrato (con Lari Ferreira)
- 2022 – Brinquedo (con Mariana Pimenta)
- 2023 – Frouxo (con Mari Fernandez)
- 2023 – Parece fake (con Alexandre Pires)
- 2023 – Oficializar (con Gusttavo Lima)
- 2023 – Total solidão (con Lari Ferreira)
- 2023 – Narcisista
- 2023 – Minha irmã e eu
- 2023 – Corpo sexy (con Guilherme & Benuto)
- 2023 – Transa de alma (con Edson & Hudson)
- 2023 – Isso é coisa de quem quer voltar (con Rionegro & Solimões)
- 2023 – Relógio de saudade (Atemporal) (con Calcinha Preta)
- 2024 – Morena de Goiânia (con Hugo & Guilherme)
- 2024 – Bêbada favorita (con Luísa Sonza)
- 2024 – Deus me livre/Por toda vida (con Hugo & Guilherme e VH & Alexandre)
- 2024 – O meu coração em suas mãos (Colgando en tu manos) (con Hugo & Guilherme)
- 2024 – Risca faca/Treme treme (con VH & Alexandre, Hugo & Guilherme e Murilo Huff)
- 2024 – Imagina (con Hugo & Guilherme)
- 2024 – Amor de primavera (con Di Paullo & Paulino)
- 2024 – Goiás é mais (con Bruno & Marrone)
- 2024 – Princesa (con Amado Batista)
- 2024 – Rumo à Goiânia (con Leonardo)
- 2024 – Por um minuto (con Bruno & Marrone)